# Hansastraße (Dresden)
Die Hansastraße ist eine Hauptstraße in Dresden. Sie liegt in der Gemarkung Neustadt im Stadtteil Leipziger Vorstadt. Die Hansastraße dient auf ihrer gesamten Länge der Bundesstraße 170 als Trasse und ist der wichtigste Autobahnzubringer vom Stadtzentrum in Richtung Norden.

## Verkehr

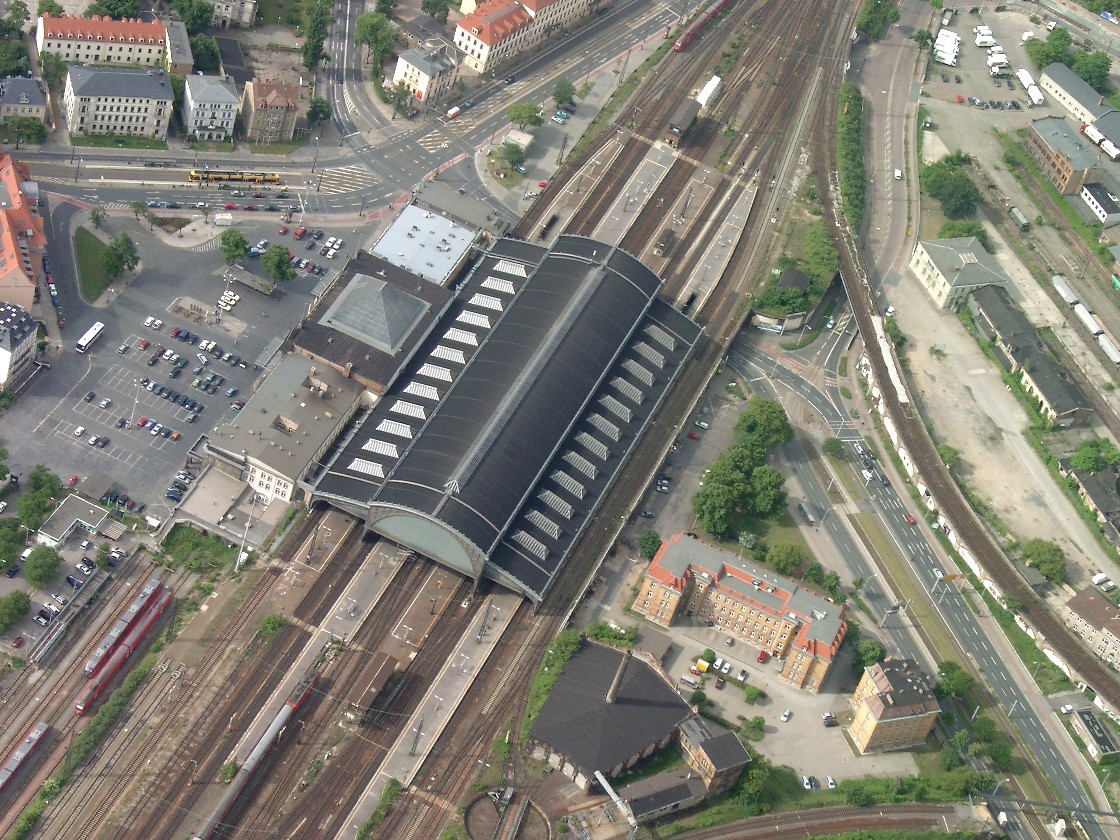
Die Hansastraße beginnt als Eisenbahnunterführung am Bahnhof Dresden-Neustadt und führt von dort nach Norden (im Bild in die rechte untere Ecke).

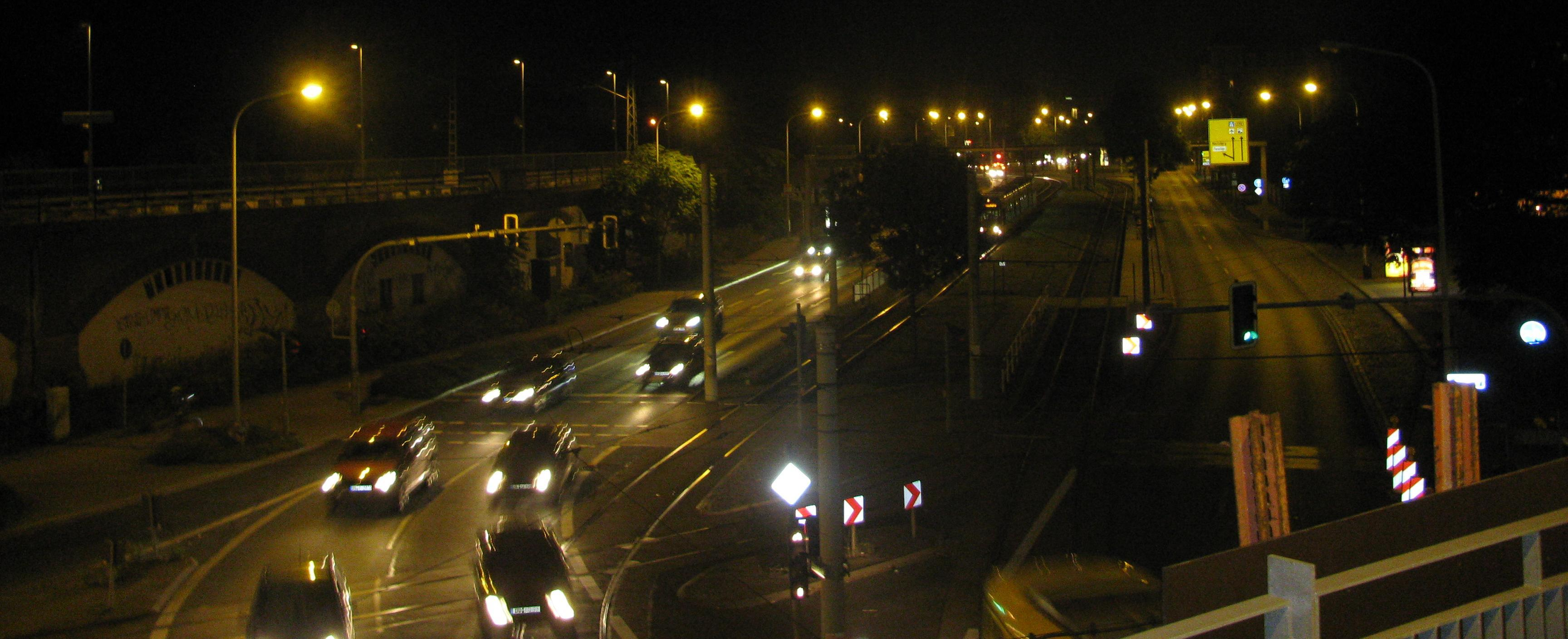
Südlicher Teil der Hansastraße mit ihrem breiten, von der Straßenbahn genutzten Grünstreifen bei Nacht

Die Hansastraße beginnt in nördlicher Fortsetzung der Hainstraße am Schlesischen Platz, wo sie auf die am 26er Ring verlaufende Bundesstraße 6 trifft. Hier unterquert die Hansastraße zunächst die Bahnstrecke Děčín–Dresden-Neustadt und schwenkt unmittelbar danach auf exakte Nord-Süd-Richtung ein. Nach etwa 300 Metern zweigt in spitzem Winkel nach Nordwesten die Großenhainer Straße ab. Nach insgesamt 1000 Metern quert sie mit der Fritz-Reuter-Straße eine Hauptstraße. Genau in der Mitte ihres Verlaufs wird die Hansastraße von der Bahnstrecke Leipzig–Dresden überbrückt. Weiter nördlich durchquert sie das größte zusammenhängende Kleingartengebiet Dresdens. Nach insgesamt 2000 Metern schnurgeraden Verlaufs schwenkt sie in eine weite S-Kurve ein und geht kurz vor dem St.-Pauli-Friedhof in Höhe Hechtstraße in die Radeburger Straße über.
Damit ist die Hansastraße ein wichtiger Teil des Autobahnzubringers von der Innenstadt zur Anschlussstelle Dresden-Hellerau an der A 4. Auf ihr und der sich anschließenden Radeburger Straße konzentriert sich der Verkehr vom Dresdner Stadtzentrum nach Norden in Richtung der Stadtteile Trachenberge, Wilschdorf und Hellerau, der Stadt Radeburg sowie in Richtung Berlin (A 13). In ihrem gesamten Verlauf ist die Hansastraße auf Grund ihrer hohen Auslastung vierspurig ausgebaut, auf dem 500 Meter langen Abschnitt zwischen der Conradstraße und der Eisenbahnbrücke entlang der Strecke Dresden–Leipzig sogar sechsspurig. Zwischen dieser Brücke und der Überführung am Bahnhof Neustadt werden die Richtungsfahrbahnen durch einen sieben bis 15 Meter breiten Grünstreifen getrennt. Diesen Raum nutzt ab der Einmündung der Eisenbahnstraße auch die Straßenbahn-Linie 3, bis sie auf die Großenhainer Straße abzweigt.

## Geschichte
Der ursprüngliche Verkehrsweg von Altendresden nach Norden führte ab dem Neustädter Markt entlang der Rähnitzgasse, benannt nach dem ehemaligen Dorf und heutigen Dresdner Stadtteil Rähnitz, der Friedensstraße und der Bärnsdorfer Straße (ehemals Mittelweg), die ihren Namen vom Radeburger Ortsteil Bärnsdorf hat. Mit dem Bau der Bahnanlagen im 19. Jahrhundert wurde dieser Verkehrsweg unterbrochen. Etwas weiter westlich verlief die Poststraße von Dresden nach Großenhain. Sie begann am Leipziger Tor, folgte ein Stück der Antonstraße und knickte dann nach Norden ab. Bis hin zum Ausgangspunkt der Großenhainer Straße führte sie östlich am Leipziger Bahnhof vorbei – dies ist in etwa der Südteil der heutigen Hansastraße. 

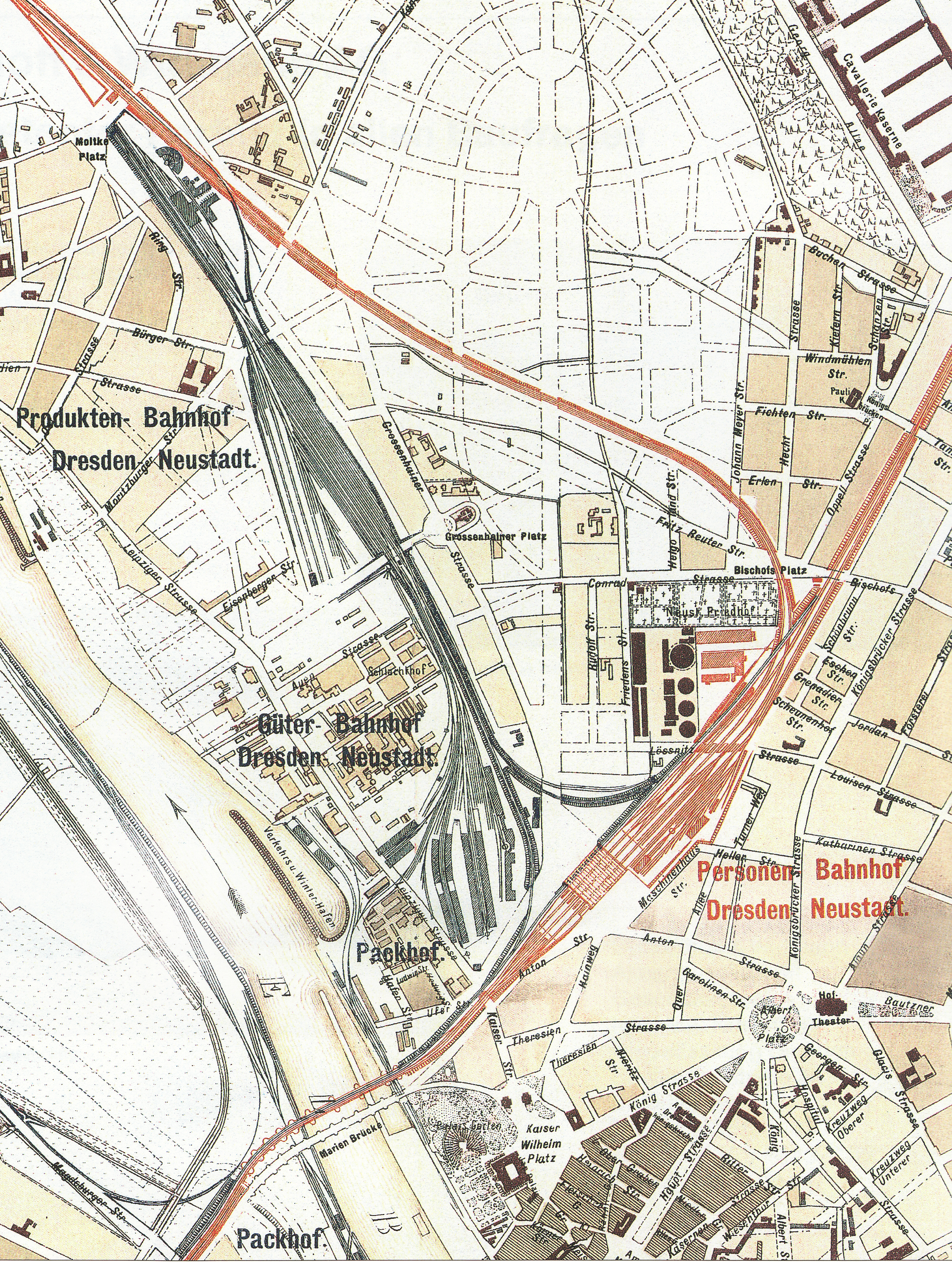
Die Entwurfsplanung für den Bahnhof Dresden-Neustadt aus dem Jahr 1895 zeigt auch die damalige Vorstellung eines zukünftigen Straßennetzes in der zentralen Leipziger Vorstadt mit der späteren Hansastraße als Symmetrieachse.

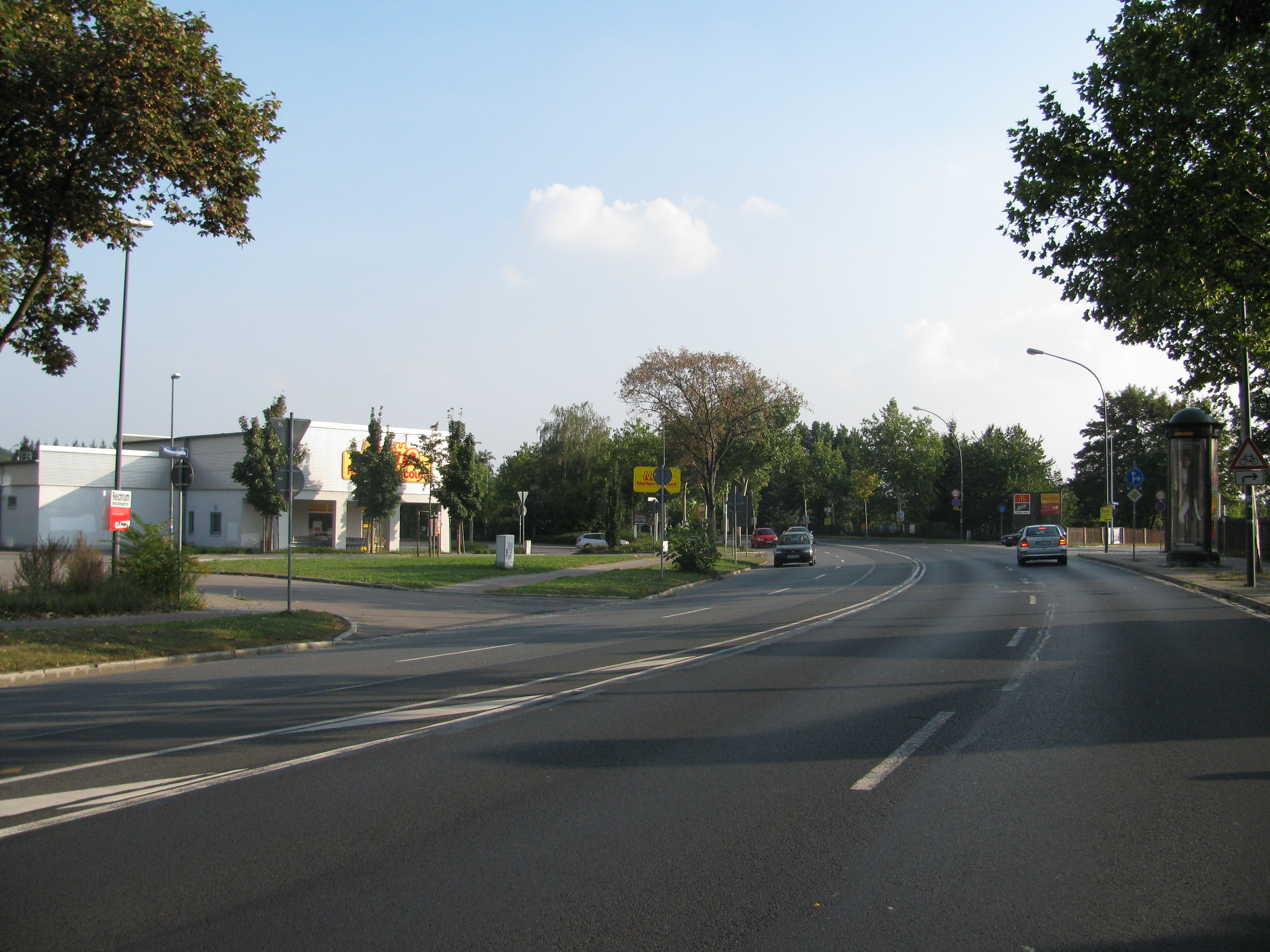
Einmündung Weinböhlaer Straße (rechts)

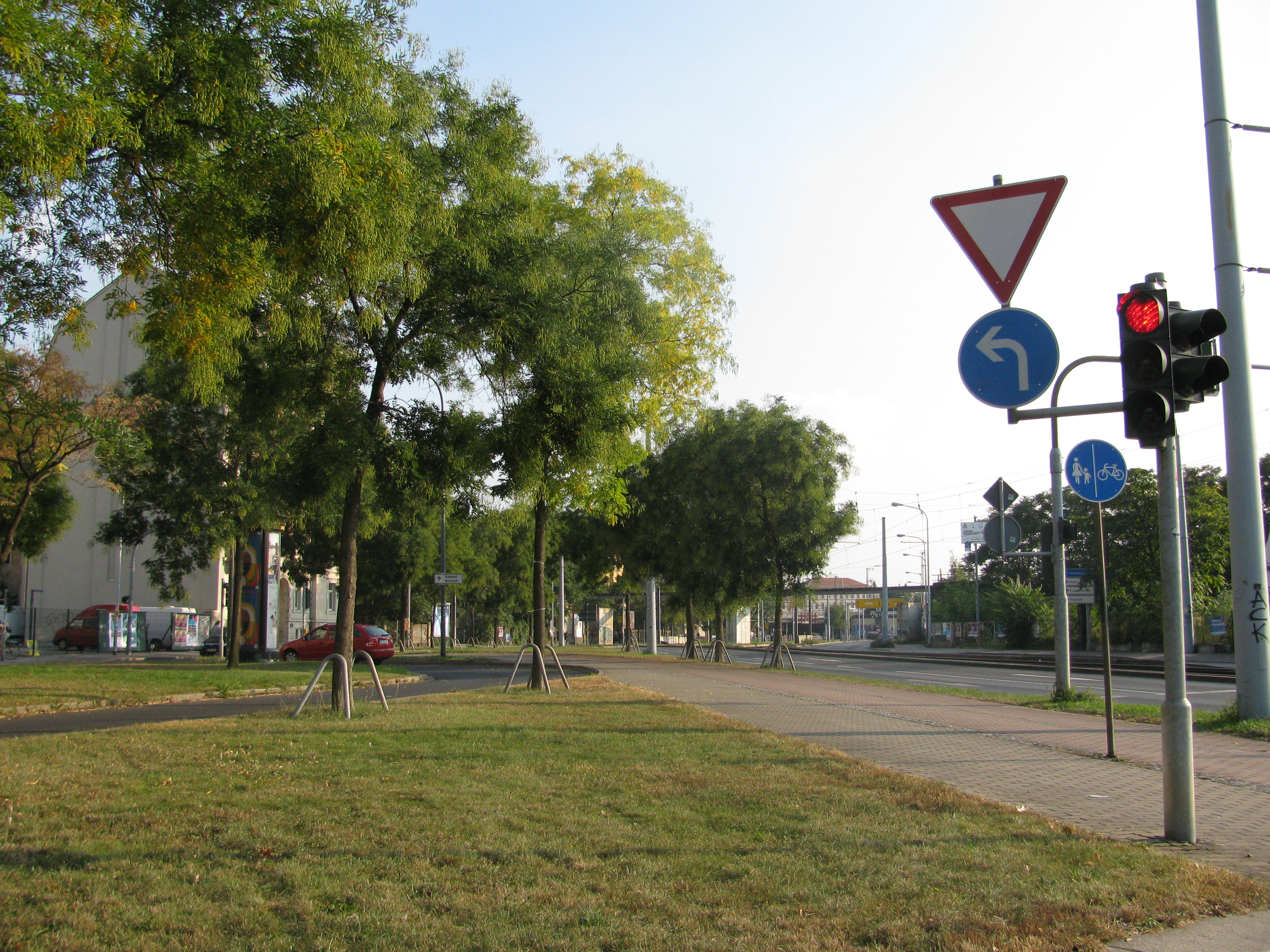
Kreuzung Hansa-/Großenhainer Straße

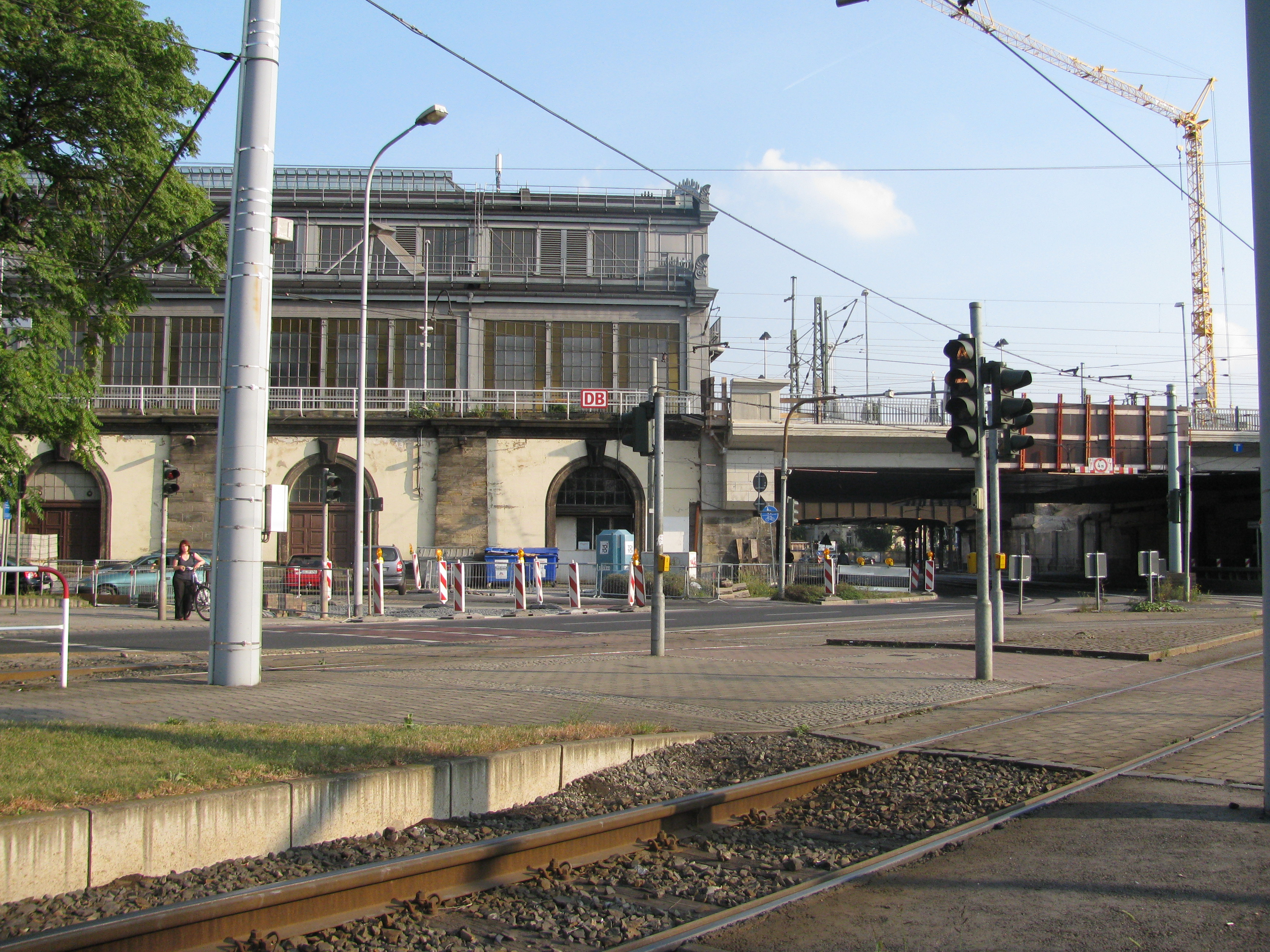
Hansastraße und Bahnhof Dresden-Neustadt

Die Errichtung des Neustädter Bahnhofs führte 1898 zum Anschluss der Großenhainer Straße an den Schlesischen Platz. Bereits 1895 war die heutige Hansastraße als Hauptverkehrsachse geplant. Sie sollte an das bestehende Teilstück der Großenhainer Straße nach Norden anknüpfen und bis zum Heller reichen. Zur Ausführung kam jedoch um 1900 nur ein sehr kurzes Stück vom Abzweig Großenhainer Straße bis zur heutigen Fritz-Hoffmann-Straße, allerdings bereits mit dem breiten Grünstreifen in der Straßenmitte. Gemeinsam mit dem Südteil der Großenhainer Straße bis hin zum Schlesischen Platz erhielt das Teilstück den neuen Namen Hansastraße und ist damit nach der Hanse benannt. Im Zusammenhang mit der Errichtung der Siedlung Hansastraße wurde die Straße dann in der Mitte der 1920er Jahre nach Norden bis zur Conradstraße verlängert. 
Ihre heutige Ausbaustufe erreichte die Hansastraße um 1940. Das gesamte Teilstück zwischen Conrad- und Hechtstraße wurde als Zubringer zur neuen Reichsautobahn von Bautzen über Dresden nach Eisenach vierspurig errichtet. Im September 1942 erfolgte die Umbenennung in „Dr.-Todt-Straße“. Benannt war sie nach Fritz Todt, dem in jenem Jahr verstorbenen Leiter des nationalsozialistischen Autobahnbauprojekts. Nach dem Ende des Zweiten Weltkriegs erhielt die Straße am 27. September 1945 ihren alten Namen zurück, den sie bis heute trägt. Der Neubau der 1940er Jahre löste die parallel verlaufende Bärnsdorfer Straße funktionell ab, die seither als Erschließungsstraße der ausgedehnten Gartenanlagen dient.
Seit den 1970er Jahren bis 2005 führte zusätzlich die Europastraße 55 über die Hansastraße. Erst nach der Fertigstellung der Bundesautobahn 17 vom Dreieck Dresden-West zur Anschlussstelle Dresden-Südvorstadt umgeht die Europastraße das Stadtgebiet westlich.

## Bebauung
Den südlichen Beginn der Hansastraße bestimmen der Bahnhof Dresden-Neustadt und ein an dessen nördlichem Vorplatz gelegenes Bahngebäude. Gegenüber davon, auf der westlichen Straßenseite, befindet sich der zur hochgelegenen Bahnstrecke Dresden-Pieschen–Dresden-Neustadt gehörende Viadukt Hansastraße, eine 188 Meter lange, teils ausgemauerte Betonbogenbrücke in Form einer Kurve. Nördlich der 2007 endgültig abgebrochenen Anschlusskurve dieser Bahnstrecke in Richtung Görlitz schließt sich auf der östlichen Straßenseite eine gründerzeitliche Blockbebauung an.

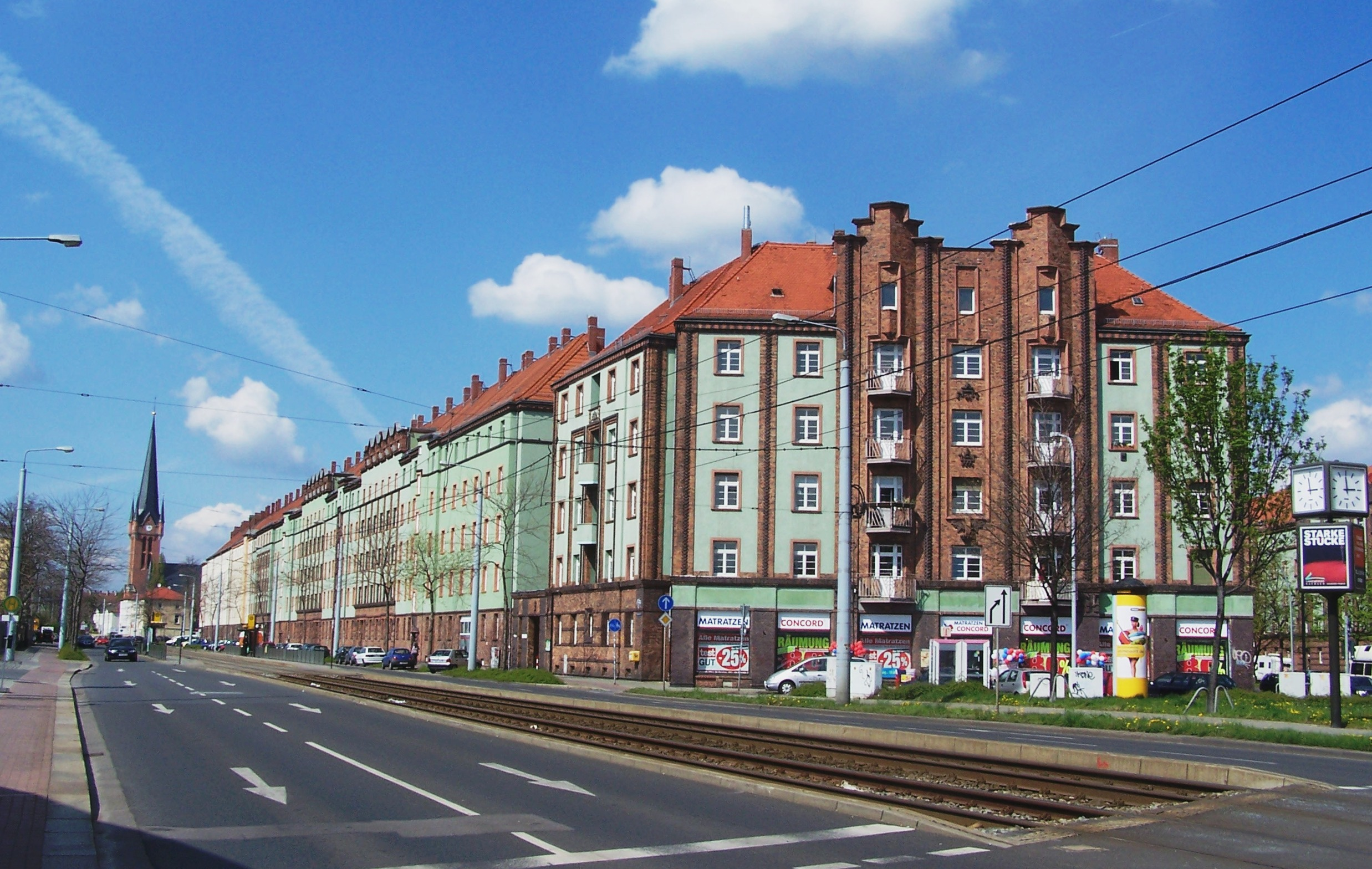
Kopfbau der Siedlung Hansastraße, links der Petrikirchturm am Großenhainer Platz

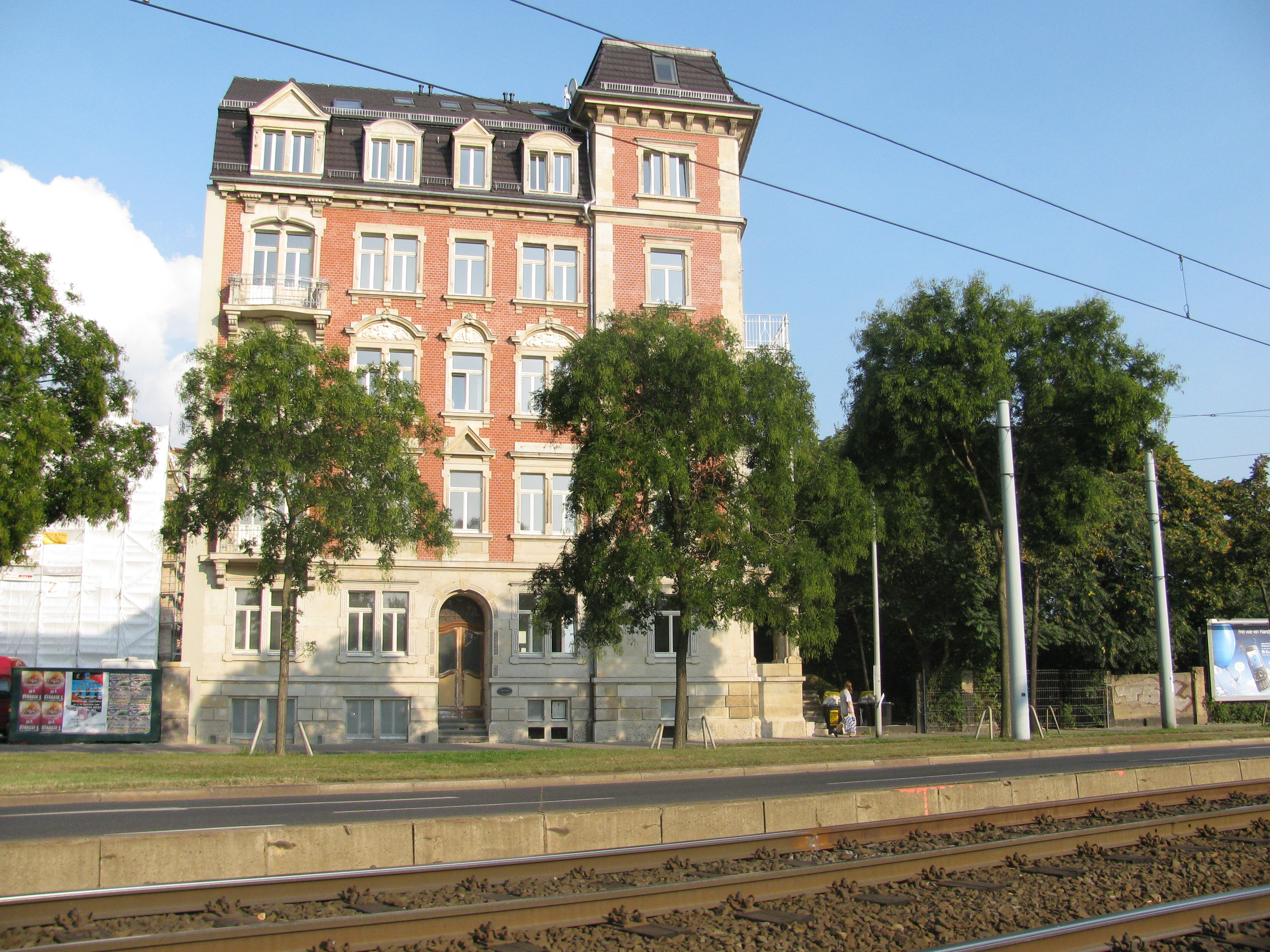
Gründerzeitliche Bebauung Höhe Einmündung Lößnitzstraße

Zwischen Fritz-Hoffmann-Straße und Conradstraße liegt beidseitig die Siedlung Hansastraße. Sie besteht aus fünfgeschossigen Gebäuden. An der Ostseite steht nur eine Häuserzeile, die das Scheunenhofviertel zur Hansastraße hin abschließt, während die Gebäude westlich der Hansastraße mit den gleichartigen Häusern entlang der Conrad- und Großenhainer Straße ein Dreieck um einen begrünten Innenhof bilden. Die Siedlung entstand 1926 nach Entwürfen Curt Herfurths und ist ein Beispiel für den Backsteinexpressionismus als spezielle Variante expressionistischer Architektur. Grüne Putzflächen stehen im Gegensatz zu uneinheitlich rotbraun gefärbten Klinkerziegeln. Aus Klinkern bestehende expressionistische Detailmuster beleben die Fassade, wobei deren Gestaltung durch Mittelachsenbetonung sowie Sockel- und Mansardgeschoss einem neobarocken Grundmuster unterliegt. Der Kopfbau im spitzen Winkel zwischen Hansa- und Großenhainer Straße zeigt sich mit seinen drei komplett klinkerverkleideten Mittelachsen, deren äußere oben durch Treppengiebel abgeschlossen werden, besonders betont. Insgesamt handelt es sich um 500 meist dreiräumige Wohnungen mit Loggien. Das Gelände war zu Beginn der 1920er Jahre von den Sächsischen Staatseisenbahnen aufgekauft worden, um dort Bahnbeamtenwohnungen errichten zu lassen. 
Nordwestlich der Kreuzung mit der Fritz-Reuter-Straße steht das 1994 fertiggestellte Hansa-Zentrum, das unter anderem ein Hotel beherbergt. Das von A. Bader entworfene Gebäude hat eine rote Fassade und eine charakteristische Glasrundung im Bereich des Hauptportals, die sich über acht Stockwerke zieht. Der gesamte nördliche Teil der Hansastraße ist bis auf zwei Tankstellen nicht bebaut. Dort befinden sich ausgedehnte Kleingartenanlagen, die seit 1900 entstanden und gemeinsam den Kleingartenpark Hansastraße bilden.